# Tryphon sexpunctatus
Tryphon sexpunctatus är en stekelart som beskrevs av Johann Ludwig Christian Gravenhorst 1829. Tryphon sexpunctatus ingår i släktet Tryphon och familjen brokparasitsteklar. Inga underarter finns listade i Catalogue of Life.